# La Llorona - Le lacrime del male
La Llorona - Le lacrime del male (The Curse of La Llorona) è un film del 2019 diretto da Michael Chaves.
È il sesto capitolo del franchise di The Conjuring. Basato sul folklore latinoamericano della Llorona, il film è interpretato da Linda Cardellini, Raymond Cruz e Patricia Velásquez e segue una madre nella Los Angeles del 1973 che deve salvare i suoi figli da uno spirito maligno che sta cercando di rapirli. Il film è stato prodotto da James Wan attraverso il suo banner Atomic Monster Productions.
La Llorona - Le lacrime del male è stato presentato in anteprima al South by Southwest il 15 marzo 2019 ed è stato distribuito nelle sale negli Stati Uniti il 19 aprile 2019. Ha ricevuto recensioni negative, con critiche mirate alla sua dipendenza dai jump scare, ma ha incassato 123 milioni di dollari in tutto il mondo a fronte di un budget di 9 milioni di dollari, diventando il film con il minor incasso nel franchise di The Conjuring.

## Trama
Messico, 1673. Una famiglia, composta da madre, padre e due figli, gioca in un campo. Il figlio più giovane regala una collana a sua madre che gli dice che farà tesoro dell'oggetto per sempre. Subito dopo il ragazzino si accorge che i suoi genitori e il suo fratellino sono spariti: dopo non molto trova sua madre che annega violentemente il suo fratellino in un ruscello. Terrorizzato, cerca di scappare, ma lei lo prende e annega anche lui.
Los Angeles, 1973. Anna, un'assistente sociale che vive sola con i suoi due figli Chris e Samantha, da quando suo marito è deceduto sta seguendo la questione familiare di Patricia Álvarez, una giovane madre vedova che segrega i figli in uno sgabuzzino. Questa avverte Anna della presenza di un essere demoniaco, ma l'assistente sociale, non comprendendo la situazione, fa portare via i suoi due figli. Quella notte, un essere soprannaturale li annega nel fiume. Anna viene informata dalla polizia del ritrovamento e si precipita sul luogo insieme ai suoi due figli. Qui Chris, disobbedendo a un ordine della madre, entra in contatto con un misterioso fantasma che gli provoca un'ustione stringendolo al braccio. Due giorni dopo, alla cerimonia funebre dei due fratellini, il sacerdote padre Pérez racconta ad Anna della “Llorona”, una donna bellissima che dopo il tradimento del marito per una donna più giovane di lei decise di uccidere i suoi figli per vendicarsi, che poi, resasi conto di quello che aveva fatto, si era tolta la vita nelle stesse acque.
La mattina successiva anche Samantha viene attaccata dalla Llorona, riportando un'ustione sul braccio. Il pomeriggio, Chris cade dalle scale dopo essere stato attaccato dallo spirito maligno, slogandosi un polso. Il bambino viene condotto in ospedale dove il medico, avendo notato le bruciature sulle braccia dei ragazzi, avverte la polizia. Il detective Cooper giunge a casa di Anna per un controllo: dopo aver parlato con Chris, questi confessa alla madre quanto gli stia succendendo e insieme riescono a salvare Samantha da un altro attacco della Llorona. Durante questo conflitto il demone marchia anche Anna. 
Il giorno seguente la famiglia si reca da padre Pérez, che racconta della sua avventura con una bambola e della sua conoscenza di una coppia che potrebbe aiutarli, tuttavia il prete avverte Anna che la coppia necessiterebbe di diverse settimane per accettare il caso; il sacerdote consiglia alla donna di recarsi da Rafael, un curatore ex prete, il quale decide di aiutarli. Dopo essere giunto a casa di Anna, Rafael riesce a salvare i ragazzini da diversi attacchi della Llorona; tuttavia, durante uno di questi attacchi, Samantha perde fuori casa la bambolina regalatale dal padre. Nel tentativo di recuperarla, la bambina viene aggredita dalla Llorona che riesce a "prendere" Samantha per provare ad affogarla in piscina, ma questa riesce a salvarsi grazie all'intervento di Rafael, che benedice l'acqua della piscina. La bambina però rimane sotto influenza della Llorona e ogni volta che la demone la chiamerà, dovrà raggiungerla. 
Più tardi, dopo aver chiuso i due ragazzini dentro l'armadio (in modo che Chris possa proteggere sua sorella), Anna e Rafael vengono raggiunti da Patricia Álvarez, che tenta di consegnare Chris alla Llorona confessando di aver pregato la demone perché agisca contro la sua famiglia in cambio della restituzione dei suoi figli, Patricia spara alla spalla di Rafael, e la Llorona attacca Anna rinchiudendola nella cantina. Chris e Samantha, nel frattempo, si nascondono in soffitta, ma vengono raggiunti dalla Llorona: questa, dopo aver visto il suo ciondolo (preso da Anna durante una colluttazione per salvare Samantha), assume sembianze umane e inizia ad accarezzare dolcemente il viso del ragazzino, permettendo a Rafael di riprendersi temporaneamente e a Patricia di liberare Anna e raggiungerli in soffitta. Qui Anna, munita di una croce costruita col legno dell'albero di fuoco (che, secondo la leggenda, pianse per le azioni commesse dalla Llorona, in quanto unico testimone), colpisce la demone, uccidendola.
La notte termina serenamente e la mattina successiva Rafael parte, mentre la famiglia rientra in casa, felice di aver superato quella notte da incubo.

## Personaggi
- Anna Tate-García, interpretata da Linda Cardellini e doppiata in italiano da Laura Romano, è la protagonista del film, un'assistente sociale che vive sola con i suoi due figli Chris e Samantha, essendo rimasta vedova da poco del marito poliziotto. Dalla morte del marito, Anna ha difficoltà a gestire la vita famigliare col lavoro che a volte la porta a lavorare fino a tardi o ad essere chiamata di notte.
- Chris e Samantha García, interpretati da Roman Christou e Jaynee-Lynne Kinchen e doppiati in italiano da Lorenzo Virgilii e Anita Sala, sono i figli di Anna e del marito defunto. Portati dalla madre sulla scena della morte dei figli di Patricia, Chris disobbedisce alla madre e lascia l'auto, parcheggiata sufficientemente lontana dalla scena del crimine, e viene notato e afferrato dalla Llorona. In seguito anche Samantha diventa vittima della Llorona che cerca innumerevoli volte di ucciderla.
- Rafael Olvera, interpretato da Raymond Cruz e doppiato in italiano da Massimo Bitossi, è un ex-prete cattolico che è diventato un curatore, occupandosi di possessioni e questioni demoniache con rimedi tradizionali.
- Patricia Álvarez, interpretata da Patricia Velásquez e doppiata in italiano da Irma Carolina Di Monte, è una donna sudamericana, da tempo tenuta d'occhio e aiutata dai servizi sociali. Dopo un'assenza prolungata e ingiustificata da scuola dei figli, Anna viene inviata a controllare e trova i figli chiusi in uno stanzino e Patricia in preda a quello che secondo Anna è un delirio. I figli vengono portati lontano dalla madre, ma la Llorona riesce a prenderli prima del mattino. Patricia, disperata, vuole vendicarsi di Anna aiutando la Llorona a prendere anche i suoi figli.
- La Llorona, interpretata da Marisol Ramirez, è l'antagonista principale del film, una demone di origini sudamericane che vuole prendere i figli delle altre donne, uccidendoli. La sua storia è raccontata all'inizio del film: era la ragazza più bella del paese e si era sposata con un bell'uomo, benestante, che amava, con cui avevano avuto due figli. Scoperto il tradimento del marito, presa dall'ira e dalla disperazione, per vendicarsi annegò i figli nel fiume. Da quel giorno, vaga piangendo (la parola llorona, in spagnolo, indica una persona che piange sempre) alla ricerca di figli nuovi, prendendoli dalle altre donne e uccidendoli.
- Padre Pérez, interpretato da Tony Amendola e doppiato in italiano da Franco Zucca, è il parroco della parrocchia cattolica di Patricia, a cui Anna si rivolge dopo aver che la Llorona vuole i suoi figli. Il prete, credendo alle parole di Anna, le sconsiglia di prendere la via ufficiale della Chiesa per risolvere il problema e la indirizza verso Rafael, che la può aiutare meglio e più tempestivamente. Tony Amendola riprende il ruolo da Annabelle (2014).
- Detective Cooper, interpretato da Sean Patrick Thomas e doppiato in italiano da Riccardo Scarafoni, è un detective della polizia, ex collega del defunto marito di Anna e rimasto vicino alla donna e ai figli. Viene inviato a parlare con Anna dopo che vengono notate le bruciature sul braccio, interpretate dal medico come abuso, ma in realtà provocate dalla Llorona.

## Promozione
Il teaser trailer è stato diffuso il 18 ottobre 2018 e il trailer l'11 febbraio 2019.

## Distribuzione

### Divieti
La pellicola è stata distribuita nelle sale cinematografiche statunintensi il 19 aprile 2019 con la classificazione di età "R"-Restricted, ovvero vietato ai minori di 17 anni "per violenza e terrore".
In Italia è uscito due giorni prima con la classificazione di età ai minori di 14 anni.

## Accoglienza

### Incassi
La Llorona - Le lacrime del male ha incassato 54733739 $ nel Nord America e 67300000 $ nel resto del mondo, di cui 2123364 $ in Italia, per un guadagno complessivo pari a 122033739 $ a fronte di un budget di produzione di 9 milioni.
La Llorona è stato accolto generalmente in maniera negativa dalla critica. Sul sito Rotten Tomatoes si aggiudica il 28% sulla base di 186 recensioni e un punteggio di 35% su più di mille giudizi. Su Metacritic ha ottenuto 41 su 100, basato su 28 recensioni professionali, e 4.5 dalle recensioni degli utenti.

## Curiosità
In una scena del film si nota che Samantha (la figlia di Anna) sta guardando la serie animata Scooby-Doo: questo è un chiaro riferimento al fatto che Linda Cardellini, interprete di Anna, ha interpretato Velma Dinkley nei film Scooby-Doo e Scooby-Doo 2 - Mostri scatenati.